# Hormopeza
Hormopeza is een geslacht van insecten uit de familie van de dansvliegen (Empididae), die tot de orde tweevleugeligen (Diptera) behoort.

## Soorten
- H. brevicornis Loew, 1864
- H. bullata Melander, 1902
- H. copulifera Melander, 1928
- H. fumicola Steyskal, 1969
- H. nigricans Loew, 1864
- H. obliterata Zetterstedt, 1838
- H. senator Melander, 1928
- H. virgator Melander, 1928